# Fondali Golfo di Rapallo
Fondali Golfo di Rapallo este o arie protejată (arie specială de conservare — SAC, sit de importanță comunitară — SCI) din Italia întinsă pe o suprafață de 99 ha, integral marine.

## Localizare
Centrul sitului Fondali Golfo di Rapallo este situat la coordonatele 44°20′17″N 9°14′56″E / 44.338056°N 9.248889°E.

## Înființare
Situl Fondali Golfo di Rapallo a fost declarat sit de importanță comunitară în iunie 1995 pentru a proteja 1 specie de animale. Situl a fost protejat și ca arie specială de conservare în octombrie 2016.

## Biodiversitate
Situată în ecoregiunea mediteraneană, aria protejată conține 2 habitate naturale: Straturi cu Posidonia (Posidonion oceanicae), Bancuri de nisip acoperite în permanență slab de apă marină.
La baza desemnării sitului se află o specie protejată de  mamifere: delfin mare (Tursiops truncatus)
Pe lângă speciile protejate, pe teritoriul sitului au mai fost identificate 1 specie de nevertebrate, 14 specii de pești.